# Анопрієнко Олександр Якович
Анопрієнко Олександр Якович — проросійський політичний і громадський діяч, український колабораціоніст з Росією, пропагадист, псевдонауковець, керівник захопленого Донецького національного технічного університету (ДонНТУ) у Донецьку.

## Життєпис
Закінчив Донецький політехнічний інститут.
У 2007—2014 рр був деканом факультету комп'ютерних наук і технологій ДонНТУ та директором Технопарку ДонНТУ УНІТЕХ. У вересні 2014 р. відмовився виконувати наказ Міністерства освіти і науки України про переведення ВНЗ до міста Покровськ, став називати себе «в.о. ректора ДонНТУ», розповсюджувати інформацію про неможливість переведення і закликати студентів та викладачів до відновлення «навчального процесу» у Донецьку. Заявив про те, що ВНЗ підпорядковується «місцевій владі», та був призначений нею на посаду в.о. «ректора» «ДонНТУ». У 2016 р. Анопрієнка змінив Маренич К.Н. У 2019 р. знову був призначений «ректором». У 2018 р. обіймав посаду «заступника міністра освіти та науки ДНР».
Під час російсько-української війни систематично розповсюджував антиукраїнську пропаганду та співпрацював з окупантами задля переводу ВНЗ на «російські стандарти навчання». Обіймаючи посаду «ректора» ВНЗ причетний до примусової мобілізації студентів та викладачів до «армії ДНР» у 2022 році.
У 2022 р. після спроби анексії Росією Донецької області зареєстрував захоплений ДонНТУ за російськими законами як «Федеральну бюджетну освітню установу». В травні 2023 р. став членом Єдиної Росії і кандидатом до «народної ради ДНР».

## Наукова діяльність
Фахівець у галузі комп'ютерних систем, інформаційних технологій та комп'ютерного моделювання. Ініціатор та адміністратор порталу магістрів ДонНТУ. Автор низки оригінальних псевдонаукових концепцій, серед яких ноокомп'ютпнг, ноомоделювання, ноографіка, ноогеографія, узагальнений кодо-логічний базис, постбінарний комп'ютинг, інтегровані моделювальні середовища, когнітивне комп'ютерне моделювання, археомоделювання, астроморфне моделювання, концепція нооритмів і принцип активного антропоцентризму (космоантропний принцип). У 2020 році зробився спеціалістом з вивчання космосу і став головою «Донецького відділення» секти «Руська космічна спільнота».

## Вибрані наукові праці українською мовою
1. Анопрієнко А. Я. Принцип роботи, структура і моделювання блоку перетворювача форматів у складі постбінарного співпроцесора / А. Я. Анопрієнко, С. В. Іваниця, С. В. Кулібаба // Міжнародний науково-технічний журнал «Інформаційні технології та комп'ютерна інженерія». — Вінницький національний технічний університет, 2013. № 1 (26). С. 59-65.
2. Анопрієнко О. Я. Ноорітми — ефективна модель структурування історичного часу // Матеріали I міжнародної наукової міждисциплінарної конференції «Час у дзеркалі науки» (Київ, 19 березня 2011 року). — К.: Центр навчальної літератури, 2011. С. 96-97.
3. Анопрієнко О. Я. Ноорітми і час в інформаційну епоху // «Час у дзеркалі науки». Частина 1. Спеціальний випуск збірника наукових праць «Гуманітарні студії». — К.: Центр навчальної літератури, 2010. С. 128—143.
4. Анопрієнко О. Я., Дзьоба В. В., Конопльова Г. П., Аль-Абабнех Х. Grid-технології: розвиток, моделювання та перспективи постбінарного комп'ютінгу // Наукові праці Донецького національного технічного університету. Серія «Інформатика, кібернетика і обчислювальна техніка». Випуск 10 (153) — Донецьк, ДонНТУ, 2009, с. 324—327
5. Дзьоба В. В., Анопрієнко О. Я. Обчислення у GRID-системах // Інформатика та комп'ютерні технології — 2008 / Матеріали IV науково-технічної конференції «Інформатика і комп'ютерні технології — 2008» — 25-27 листопада 2008, ДонН-ТУ, Донецьк — 2008. С. 460—462.
6. Анопрієнко О. Я., Єрмоленко І. О., Потапенко В. А. Розробка компактних програмних засобів блочно-орієнтованого розподіленого моделювання динамічних систем // Наукові праці Донецького державного технічного університету. Серія «Проблеми моделювання та автоматизації проектування динамічних систем». Випуск 10. — Донецьк: ДонДТУ, 1999. С. 119—128
7. Анопрієнко О., Кривошеєв С. Тетракоди: новий метод кодування сигналів і зображень // Праці Всеукраїнської міжнародної конференції «Оброблення сигналів і зображень та розпізнавання образів (УкрОБРАЗ'96)». — Київ. — 1996. С. 15-17.
8. Анопрієнко О. Розробка та дослідження методів підвищення ефективності доступу до пам'яті при генеруванні та обробленні зображень // Праці Всеукраїнської міжнародної конференції «Оброблення сигналів і зображень та розпізнавання образів (УкрОБРАЗ'96)». — Київ. — 1996. С. 74-76.

## Інші вибрані праці
1. Аноприенко А. Я. Пятая волна индустриализации и третья промышленная революция // Вестник Донецкого национального технического университета, № 1 (1), 2016. С. 3-12.
2. Аноприенко А. Я. Периодическая система развития компьютерных систем и перспективы нанокомпьютеризации // Инновационные перспективы Донбасса: Материалы международной научно-практической конференции. Донецк, 20-22 мая 2015 г. Том 5. Компьютерные науки и технологии. — Донецк: Донецкий национальный технический университет, 2015. С. 5-13.
3. Аноприенко А. Я. Основные направления совершенствования профессиональной подготовки в области компьютерных наук и технологий // «Информатика и кибернетика» (Вестник Донецкого национального технического университета), № 1 (1), 2015. С. 5-15.
4. Аноприенко А. Я. Интернет-технологии для студентов и преподавателей: учебное пособие: книга первая / А. Я. Аноприенко, С. В. Иваница, Т. В. Завадская. — Донецк: ООО "Технопарк ДонГТУ «УНИТЕХ», 2015. — 260 с.
5. Anoprienko A., Litvinenko V. Quatrième industrialisation du Donbass // Sans Frontieres. Juillet 2015. P. 4-7.
6. Аноприенко А. Я. Системодинамика ноотехносферы: основные закономерности // «Системный анализ в науках о природе и обществе». — Донецк: ДонНТУ, 2014, № 1(6)-2(7). С. 11-29.
7. Anoprienko A., Alrababah H., Ivanitsa S., Alrabea A. Evolution And Particularities Of The Cellular Automata Application. Background To The Use Of Tetralogics And Tetracodes In Cellular Automata // International Journal of Science and Applied Information Technology. Volume 3, No.6, November — December 2014. P. 87-91.
8. Anopriyenko A., Ivanitsa S., Hamzah A. Postbinary calculations as a machine-assisted realization of real interval calculations // International Journal of Advanced Trends in Computer Science and Engineering. Volume 2, No.4,  July — August 2013. P. 91-94.
9. Аноприенко А. Я. Основные закономерности эволюции компьютерных систем и сетей  // Научные  труды Донецкого национального технического  университета.  Серия «Проблемы  моделирования  и автоматизации  проектирования»  (МАП-2013). Выпуск  № 1 (12) — 2 (13): Донецк: ДонНТУ, — 2013. С. 10–32.
10. Аноприенко А. Я., Иваница С. В. Тетралогика, тетравычисления и ноокомпьютинг. — Донецк: ДонНТУ, Технопарк ДонНТУ УНИТЕХ, 2012. — 308 с.
11. Аноприенко А. Я., Иваница С. В. Постбинарный компьютинг и интервальные вычисления в контексте кодо-логической эволюции.. — Донецк: ДонНТУ, УНИТЕХ, 2011. — 248 с., ил.
12. Аноприенко А. Я., Святный В. А. Вычислительная техника и информатика в ДонНТУ: люди, события, факты. Первые 50 лет.. — Донецк: ДонНТУ, УНИТЕХ, 2011. — 264 с., ил.
13. Аноприенко А. Я. Археомоделирование: Модели и инструменты докомпьютерной эпохи. — Донецк: УНИТЕХ, 2007. — 318 с.
14. Аноприенко А. Я. Нооритмы: модели синхронизации человека и космоса. — Донецк: УНИТЕХ, 2007. — 372 с.
15. Anopriyenko A., John S., Al-Ababneh H. Simulation Tools and Services for Mobile Users: History, State-of-the-art and Future // Proceedings of the International Conference & Workshop on 3G GSM & Mobile Computing: An Emerging Growth Engine for National Development, 29-31 January, 2007. — College of Science and Technology, Covenant University, Canaan Land, Ota, Nigeria. 2007. P. 9-20.
16. Anoprijenko A. The early history of simulation in Europe: scale planetariums and astro-morphic models // EUROSIM 2004: 5th EUROSIM Congress on Modeling and Simulation. 06–10 September 2004. ESIEE Paris, Marne la Vallée, France. Book of abstracts. S. 146—147.